# Adrien Veyrat
Pour les articles homonymes, voir Veyrat.

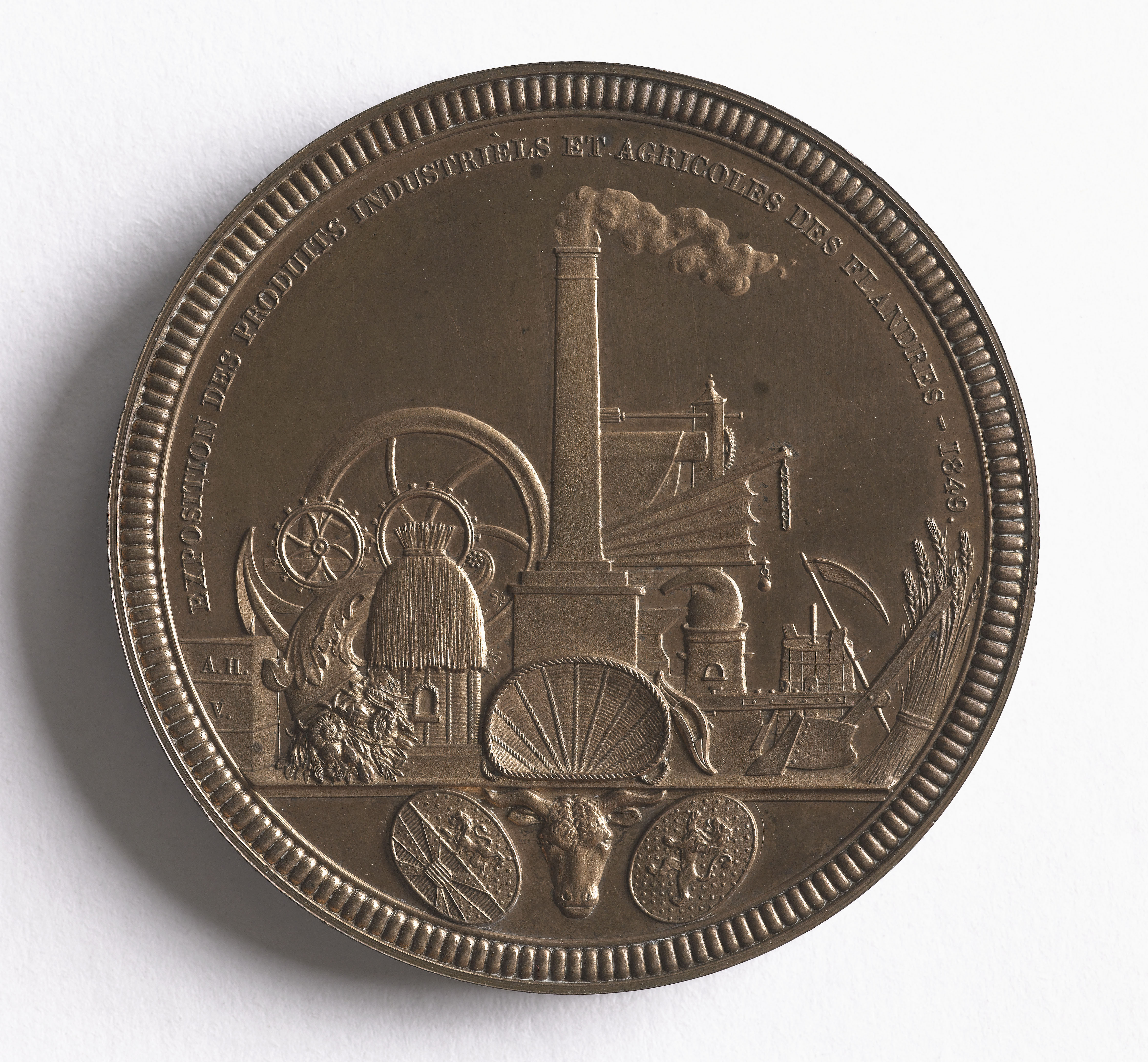
Médaille sur l'exposition des produits industriels et agricoles des Flandres, 1849

Adrien Hippolyte Veyrat, né à Paris le 14 février 1803 et mort à Bruxelles le 9 mars 1883, est un médailleur français, actif en Belgique.

## Biographie
Adrien Veyrat s'établit à Bruxelles le 15 juin 1826 à l'époque du royaume uni des Pays-Bas.
Il produit de nombreuses médailles célébrant les personnalités, les évènements, les monuments du règne du premier roi des Belges, Léopold Ier.

## Médailles
- Commémoration de la pose de la première pierre de la Colonne du Congrès de l'architecte Joseph Poelaert, 1850.
- Diplôme de la Société de numismatique de Belgique, 1842.
- Le Comte d'Arschot-Schoonhoven.